# マリーミー!
『マリーミー!』（英語: marry me!）は、夕希実久による日本の漫画作品。2015年から2019年まで『LINEマンガ』（LINE Digital Frontier）で連載していた。
単行本全11巻が既刊。
本当に面白いWEB発マンガを選出するマンガ大賞「100万人が選ぶ 本当に面白いWEBコミックはこれだ! 2018」の女性向け作品ランキングで1位を獲得した。
2020年10月期に、久間田琳加主演により朝日放送テレビで連続ドラマ化された。

## あらすじ
国家公務員の秋保心は28歳の誕生日に「ニート保護法」の試験的実施の被験者第一号として選ばれてしまう。結婚相手はニートの沢本陽茉梨。ピュアな気持ちが溢れ出すラブストーリー。

## 登場人物
沢本陽茉梨（さわもと ひまり）
ニート。「ニート保護法」の試験実施で、ニート側の被験者第一号として選ばれてしまう。
両親を早くに亡くし祖父母に育てられるが、育ての親の祖父母を世話するため、中学卒業と同時に社会と関わりを絶つ。
その祖父母が一年半前に亡くなった後は、年老いたペットの猫・桃太郎だけが生きる理由だった。
家事は祖母に仕込まれていたので完璧にできる。
秋保心（あきやす しん）
国家公務員。陽茉梨の結婚相手として一緒に暮らすことになる。人を愛したことがなく、結婚願望もゼロ。
家族構成は祖父母と両親、海外赴任の姉・蘭と高校生の弟・翔がいる。
山田航平
心の同僚。高校時代からの親友で既婚者。
吉浦和歌
心の同僚で、大学時代の元カノ。
梅村拓海
陽茉梨の家の近所に住む小学生。
梅村広樹
拓海の父。
秋保翔
心の弟で高校生。引きこもり。

## 書誌情報
- 夕希実久『マリーミー!』（『LINEマンガ』、2015 - 2019、LINEコミックス、全11巻）

## テレビドラマ
朝日放送テレビの『ドラマL』枠2020年10月期作品として、同年10月4日から12月6日まで放送。主演の 久間田琳加は、本作が連続テレビドラマ初主演であった。
キャッチコピーは「夫婦なのに、恋人未満。」

### キャスト
- 沢本陽茉梨〈21〉 - 久間田琳加[3]
- 秋保心〈28〉 - 瀬戸利樹（幼少期：岩川晴、中村幸紀）
- 山田航平〈28〉 - 柾木玲弥
- 吉浦和歌〈28〉 - 佐藤晴美
- 梅村広樹 - 喜矢武豊（ゴールデンボンバー）
- 秋保翔 - 水沢林太郎（幼少期：浅田弦寿）
- 林百果 - 豊島心桜
- 三ツ木誠 - 綱啓永
- 梅村拓海 - 松浦理仁
- 秋保圭 - 神保悟志
- 秋保椿 - 高橋ひとみ
- 森川宏一 - 温水洋一

### スタッフ
- 原作 - 夕希実久「マリーミー!」
- 脚本 - 阿相クミコ
- 監督 - 本田隆一、酒見顕守
- 音楽 - 戸田有里子（セブンゲート）
- 主題歌 - Rude-α 『マリーミー』 (SME Records)
- チーフプロデューサー - 山崎宏太（朝日放送テレビ）
- プロデューサー - 中田陽子（朝日放送テレビ）、伊藤茜（ジ・アイコン）、矢ノ口真実（ジ・アイコン）
- 制作協力 - The icon
- 制作著作 - 朝日放送グループホールディングス、朝日放送テレビ

### 放送日程
| 話数   | 放送日   | サブタイトル                                  | 配信時サブタイトル                                       | ラテ欄                                       | 監督     |
| ------ | -------- | --------------------------------------------- | -------------------------------------------------------- | -------------------------------------------- | -------- |
| 第1話  | 10月04日 | 久間田琳加×瀬戸利樹の ほわキュンラブ!         | LINEマンガ27億PVの 大人気作を実写化!                     | 夫婦なのに恋人未満 ふわキュンラブコメ!       | 本田隆一 |
| 第2話  | 10月11日 | 金爆・喜矢武登場! 謎のお隣さんが新婚夫婦突撃! | 新婚生活スタート♡ 金爆・喜矢武豊登場!                    | 新章スタート! 謎の男・金爆喜矢武襲来         | 本田隆一 |
| 第3話  | 10月18日 | 離婚の危機! 元カノがカチコミ!? 義両親も襲来   | 元カノ襲来! 新婚夫婦に離婚の危機!                        | 元カノがカチコミ! 新婚夫婦に離婚の危機       | 酒見顕守 |
| 第4話  | 10月25日 | 激おこ両親VS新婚夫婦! 人質事件も発生でカオス  | 危機! 激おこ両親急襲! 強制結婚終了!?                     | 激おこ両親×新婚生活 人質事件発生でカオス     | 本田隆一 |
| 第5話  | 11月01日 | はじめてのハグ! 危機一髪にほわキュン急加速!?  | 初ハグ! 危機一髪にほわキュン加速!?                       | 新婚夫婦初めてのハグ ほわキュン急加速        | 本田隆一 |
| 第6話  | 11月08日 | 恋敵登場! 瀬戸利樹VS網啓永! 特撮ヒーロー対決  | ライバル出現で ほわキュン急発進!                         | 恋のライバル登場で波乱! 特撮ヒーロー対決     | 本田隆一 |
| 第7話  | 11月15日 | GoTo新婚旅行! 温泉旅館で一夜を共に…ラブ加速↑  | 新婚旅行! 気持ちを確かめ合った2人は…                     | GoTo新婚旅行! 温泉旅館でキスの先へ?          | 本田隆一 |
| 第8話  | 11月22日 | やっとリアルに夫婦になった2人… 男の決意表明!  | 決意表明! 普通の夫婦になるための キュン♡ラッシュ!        | オトコの決意表明! 瀬戸利樹&金爆喜矢武豊      | 酒見顕守 |
| 第9話  | 11月29日 | パパラッチ襲来! ほわキュン夫婦に最大の危機!   | パパラッチのターゲットに! バッシングにほわキュン夫婦は!? | パパラッチ襲来! ほわキュン夫婦最大の危機     | 本田隆一 |
| 第10話 | 12月06日 | キスより先に結婚した夫婦の結末は!?            | キスより先に結婚した夫婦の結末は!?                       | キスより先に結婚した ほわキュン夫婦の結末は? | 本田隆一 |

### 放送局
| 放送期間                | 放送時間                     | 放送局         | 放送対象地域 | 備考       |
| ----------------------- | ---------------------------- | -------------- | ------------ | ---------- |
| 2020年10月4日 - 12月6日 | 日曜 2:30 - 3:00（土曜深夜） | テレビ朝日     | 関東広域圏   | 先行ネット |
| 2020年10月4日 - 12月6日 | 日曜 23:25 - 23:55           | 朝日放送テレビ | 近畿広域圏   | 【制作局】 |
| 2020年10月10日 - 不明   | 土曜 0:50 - 1:20（金曜深夜） | 静岡朝日テレビ | 静岡県       | 遅れネット |
| 2020年10月13日 - 不明   | 火曜 1:20 - 1:50（月曜深夜） | 九州朝日放送   | 福岡県       | 遅れネット |
| 2020年10月26日 - 不明   | 月曜 0:25 - 0:55（日曜深夜） | 山形テレビ     | 山形県       | 遅れネット |
| 2020年11月3日 - 不明    | 火曜 0:50 - 1:20（月曜深夜） | 秋田朝日放送   | 秋田県       | 遅れネット |
| 2020年11月7日 - 不明    | 土曜 1:05 - 1:35（金曜深夜） | 琉球朝日放送   | 沖縄県       | 遅れネット |
| 2020年11月9日 - 不明    | 月曜 0:20 - 0:50（日曜深夜） | 北陸朝日放送   | 石川県       | 遅れネット |
| 2021年1月19日 - 不明    | 火曜 0:50 - 1:20（月曜深夜） | 大分朝日放送   | 大分県       | 遅れネット |
| 2021年2月19日 - 不明    | 土曜 1:20 - 1:50（金曜深夜） | 愛媛朝日テレビ | 愛媛県       | 遅れネット |

### 配信
| 配信開始日      | 配信時間     | 配信局             | 対象地域 | 備考            |
| --------------- | ------------ | ------------------ | -------- | --------------- |
| 2020年10月5日 - | 月曜更新     | TVer               | 日本     | 見逃し配信      |
| 2020年10月5日 - | 月曜更新     | Gyao!              | 日本     |                 |
| 2020年10月5日 - | 月曜更新     | U-NEXT             | 日本     |                 |
| 2020年10月4日 - | 日曜更新     | Amazon Prime Video | 日本     | ABCオンデマンド |
| 2021年4月1日 -  | 放送済分全話 | dTV                | 日本     |                 |
| 2021年4月21日 - | 放送済分全話 | Hulu               | 日本     |                 |
| 2021年4月23日 - | 放送済分全話 | Paravi             | 日本     |                 |

| 朝日放送テレビ・テレビ朝日 ドラマL                | 朝日放送テレビ・テレビ朝日 ドラマL      | 朝日放送テレビ・テレビ朝日 ドラマL                                                    |
| 前番組                                            | 番組名                                  | 次番組                                                                                |
| ------------------------------------------------- | --------------------------------------- | ------------------------------------------------------------------------------------- |
| ステイナイトミステリー （2020年7月5日 - 9月13日） | マリーミー! （2020年10月4日 - 12月6日） | 3Bの恋人 絶対に付き合ってはいけない男たちとの危険な恋物語 （2021年1月10日 - 3月14日） |